# Еохайд I Жовтий мак Аедо
Еохайд Жовтий (Еохад мак Аедайн; гельської Еохайда Мак Áedáin, англ Еохайд I; загинув у 629 році) — король гельського королівства Дал Ріади, що правив з 608 по 629 рік, молодший син Айдана. Своє прізвисько отримав за колір волосся.

## Біографія
Еохайд я став королем Дал Ріади в 608 році, після смерті Айдана. Його старші брати померли за життя батька, як це і було передбачено раніше святим Колумбом.
Останні три роки співправителем Еохайда був Коннад Лівша, син Коналла І. За кілька місяців до смерті Еохайда Коннад загинув у битві при Фид Оне в Ольстері.
Після смерті Еохайда I престол Дав Ріад успадкував його син Домналл I.